# Babka (jezioro)
Babka, Żywki Małe lub Oczko – jezioro w Polsce w województwie warmińsko-mazurskim, w powiecie giżyckim, w gminie Kruklanki.

## Położenie
Jezioro leży na Pojezierzu Mazurskim, w mezoregionie Wielkich Jezior Mazurskich, w dorzeczu Sapina–Węgorapa–Pregoła. Znajduje się około 10 km w kierunku północno-wschodnim od Giżycka. Na południe od jeziora znajduje się wieś Żywki. Ze zbiornika wodnego wypływa ciek o nazwie Dopływ z jez. Babka, który kieruje wody na południe, do jeziora Żywki.
Linia brzegowa jest średnio rozwinięta. Dno muliste. Na jeziorze, w jego południowo-wschodniej części, położona jest wyspa o powierzchni 0,1 ha. Brzegi są wysokie, gdzieniegdzie strome, z wyjątkiem zachodnich, które są płaskie, niskie i podmokłe. W najbliższym otoczeniu znajdują się pola i łąki.
Jezioro leży na terenie obwodu rybackiego jeziora Kruklin w zlewni rzeki Węgorapa – nr 7, jego użytkownikiem jest Polski Związek Wędkarski. Objęte jest strefą ciszy. Znajduje się na terenie Obszaru Chronionego Krajobrazu Krainy Wielkich Jezior Mazurskich o łącznej powierzchni 85 527,0 ha.

## Morfometria
Według danych Instytutu Rybactwa Śródlądowego powierzchnia zwierciadła wody jeziora wynosi 35,9 ha. Średnia głębokość zbiornika wodnego to 3,5 m, a maksymalna – 11,0 m. Lustro wody znajduje się na wysokości 131,0 m n.p.m. Objętość jeziora wynosi 1 260,0 tys. m³. Maksymalna długość jeziora to 870 m, a szerokość 650 m. Długość linii brzegowej wynosi 2920 m.
Inne dane uzyskano natomiast poprzez planimetrię jeziora na mapach w skali 1:50 000 według Państwowego Układu Współrzędnych 1965, zgodnie z poziomem odniesienia Kronsztadt. Otrzymana w ten sposób powierzchnia zbiornika wodnego to 45,0 ha, a wysokość bezwzględna lustra wody – 132,3 m n.p.m.

## Przyroda
W skład pogłowia występujących ryb wchodzą m.in. szczupak, leszcz, płoć i lin. W przeszłości licznie występowały raki. Roślinność przybrzeżna urozmaicona, głównie trzcina – większe skupiska przy zachodnim brzegu. Wśród roślinności zanurzonej występuje rogatek, moczarka kanadyjska, ramienice, mech wodny, grzybienie białe, rdestnica i osoka.